# Ire législature du royaume de Sardaigne
La Ire législature du royaume de Sardaigne (en italien : La I Legislatura del Regno di Sardegna) est la législature du royaume de Sardaigne qui a été ouverte le 4 mai 1848 et qui s'est fermée le 30 décembre 1848. 

## Gouvernements
- Gouvernement Balbo
  - Du 18 mars 1848 au 27 juillet 1848
  - Président du Conseil des ministres : Cesare Balbo
- Gouvernement Casati
  - Du 27 juillet 1848 au 15 août 1848
  - Président du Conseil des ministres : Gabrio Casati
- Gouvernement Alfieri
  - Du 15 août 1848 au 11 octobre 1848
  - Président du Conseil des ministres : Cesare Alfieri di Sostegno
- Gouvernement Perrone
  - Du 11 octobre 1848 au 16 décembre 1848
  - Président du Conseil des ministres : Ettore Perrone di San Martino
- Gouvernement Gioberti
  - Du 16 décembre 1848 au 21 février 1849
  - Président du Conseil des ministres : Vincenzo Gioberti

## Président de la chambre des députés
- Vincenzo Gioberti
  - Du 16 décembre 1848 au 30 décembre 1848

## Président du sénat
- Gaspare Coller
  - Du 8 mai 1848 au 30 décembre 1848